# ジョン・レイモンド・マロット
ジョン・レイモンド・マロット（John Raymond Malott, 1946年11月5日 - ）は、アメリカ合衆国の外交官。1996年から1998年まで駐マレーシア大使を務めた。

## 生涯
1946年にイリノイ州カンカキーにて誕生。1967年にノースウェスタン大学を卒業。
1969年1月から1999年1月まで国務省に在籍。外交職員としてスリランカ、インド、中国など主にアジア太平洋地域を担当。日本・神戸領事、インド・ボンベイ領事、日本・大阪総領事を経て、1987年から1989年まで東アジア・太平洋局日本部で副部長。1989年から1991年まで同部長。続いて1991年から1992年まで国務省での上級セミナーを経て、南アジア局長代行、首席国務次官補代理を歴任。1993年から1995年まで国務次官上級補佐官。1996年から1998年まで駐マレーシア大使。
2000年から2002年までカリフォルニア州オレンジ郡国際問題評議会で会長。2003年から2005年まで法律事務所マナット・フェルプス・アンド・フィリップスで顧問役。2003年9月から2005年12月まで経営コンサルタント会社マネットジョンズ・グローバル・ストラテジーズで専務取締役。2006年1月からワシントンDC日米協会会長。